# 29 v. Chr.
Portal Geschichte | Portal Biografien | Aktuelle Ereignisse | Jahreskalender | Tagesartikel

◄ |
2. Jahrhundert v. Chr. |
1. Jahrhundert v. Chr. |
1. Jahrhundert |
►

◄ | 40er v. Chr. | 30er v. Chr. | 20er v. Chr. | 10er v. Chr. |
0er v. Chr. |
►

◄◄ | ◄ | 32 v. Chr. | 31 v. Chr. | 30 v. Chr. | 29 v. Chr. |
28 v. Chr. |
27 v. Chr. |
26 v. Chr. |
► |
►►
Staatsoberhäupter

## Ereignisse

### Politik und Weltgeschehen
- 12. Januar: Der Römische Senat lässt die Tore des Janustempels schließen, ein Zeichen, dass im Römischen Reich nach dem Bürgerkrieg Frieden herrscht.
- 13. August: Gaius Julius Caesar Octavianus, Großneffe von Julius Caesar, veranstaltet den ersten von drei aufeinander folgenden Triumphzügen in Rom. Dieser gilt dem Sieg über die dalmatinischen Stämme.
- 14. August: Der zweite Triumphzug Oktavians gilt dem Sieg in der Schlacht bei Actium.
- 15. August: Mit dem dritten Triumphzug feiern die Römer die Eroberung Ägyptens durch Octavian. Der Feldherr wird Herrscher des Römischen Reiches. Im Anschluss an den dritten Triumphzug wird in Rom der Tempel des Divus Iulius zu Ehren des vergöttlichten Gaius Iulius Caesar geweiht. Noch heute wird in Italien aus diesem Anlass das Fest Ferragosto begangen, im Christentum wird das Fest im 5. Jahrhundert in Mariä Aufnahme in den Himmel umgewandelt.

Gebiet der Kantabrer

- Nach der Eroberung Nordspaniens durch die Römer beginnt der Kantabrische Krieg. Titus Statilius Taurus führt Krieg gegen die iberischen Stämme der Kantabrer und Asturer. Der Krieg ist die letzte Phase der römischen Eroberung Hispaniens.
- Marcus Licinius Crassus erobert Moesien und führt einen Krieg gegen die Bastarnen, wobei er deren König eigenhändig tötet.
- Auf Anstiftung seiner Schwester Salome lässt Herodes der Große seine Ehefrau Mariamne wegen angeblicher Untreue hinrichten. Er verfällt daraufhin in eine tiefe Depression und zieht sich in die Wüste zurück. Mariamnes Mutter Alexandra versucht daraufhin, sich der beiden Jerusalem beherrschenden Zitadellen zu bemächtigen, um im Fall von Herodes’ Ableben die Macht ergreifen zu können. Doch ihr Vorwand, diesen Schritt nur aus Sorge um die Sicherheit und Rechte ihrer Enkel zu unternehmen, glauben die Burgkommandanten nicht, sondern informieren den König. Dieser lässt auch Alexandra sofort hinrichten. Mit ihr stirbt die letzte bedeutende Hasmonäerin.

### Kultur

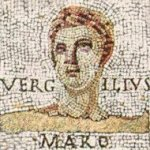
Vergil (Mosaik)

- Vergil vollendet sein Lehrgedicht Georgica, das er 37 v. Chr. begonnen hat, und widmet es seinem Wohltäter Gaius Maecenas. Im Anschluss beginnt er mit der Arbeit an der Aeneis.
- Das Amphitheater des Statilius Taurus in Rom wird errichtet.

## Gestorben
- verm. August: Adiatorix, Fürst der Galater

- Mariamne I., hasmonäische Prinzessin (* um 54 v. Chr.)

- Ende 29 oder Anfang 28 v. Chr.: Alexandra, hasmonäische Prinzessin